# Ethadophis akkistikos
Ethadophis akkistikos is een  straalvinnige vissensoort uit de familie van slangalen (Ophichthidae). De wetenschappelijke naam van de soort is voor het eerst geldig gepubliceerd in 1984 door McCosker & Böhlke.
De soort staat op de Rode Lijst van de IUCN als Onzeker, beoordelingsjaar 2009.